# Geikie-Gorge-Nationalpark
Der Geikie-Gorge-Nationalpark befindet sich in Western Australia 390 Kilometer östlich von Broome und 280 km von Derby. Die Nationalpark liegt in der Kimberley-Region und kann vom 20 km entfernten Fitzroy Crossing auf einer asphaltierten Straße erreicht werden.
Die Geikie Gorge – eine Schlucht mit 50–100 m hohen Kalksteinwänden – wurde im Jahre 1883 nach Sir Archibald Geikie, dem Generaldirektor Geological Society of London, benannt (Sir Archibald hat sie jedoch nie gesehen). Im 1967 eingerichteten Nationalpark leben die Bunaba, ein Aboriginal-Stamm, die das Gebiet Darngku nennen.

## Geologie
Die Gogo-Formation, zu der die Geikie Gorge gehört – ein 350 Millionen Jahre altes, devonisches Riff – erstreckt sich auf 350 km parallel zur  Granit-Abbruchkante des geologisch viel älteren Kimberley-Plateaus (King Leopold Ranges). Die Entstehungsgeschichte ist vergleichbar mit derjenigen der Windjana Gorge und umfasst zwei Stufen: Die erste Stufe ist die Anhebung des devonischen Meeresbodens vor ca. 250 Millionen Jahren mit nachfolgender Kalksteinbildung. Das Riff wurde dann durch jüngeres Sedimentgestein überdeckt. Vor ca. 20 Millionen gab es eine zweite Anhebung mit nachfolgender Erosion des jüngeren Gesteins, so dass  der zu Grunde liegende ältere Kalkstein, den Kalkalgen, Stromatoporen und Korallen geformt hatten, wieder zum Vorschein kam.
Die heutige Landschaft formte der Fitzroy River, der in der Regenzeit um mehr als 16 Meter hoch ansteigen kann. Der jeweilige Wasserstand hinterlässt in den Wänden des weichen Kalksteins Streifen, die unschwer zu erkennen sind.
Fossilien der devonischen Meerestiere sind in einigen Partien der Felswände gut erhalten.

## Fauna und Flora
Im Fluss befinden sich  Süßwasserkrokodile, die sich tagsüber auf sonnigen Felsvorsprüngen ausstrecken. Barramundis können geangelt werden.
Zahlreiche Vogelarten bevölkern den Park, beispielsweise verschiedene Reiher und Kormorane, Rohrsänger und Laubenvögel, seltener Fischadler und Weißbauch-Seeadler.
In den Eukalypten und Myrtenheidenbäumen am Flussufer hängen häufig große Kolonien von Flughunden.

## Tourismus im Nationalpark
Der Fitzroy River mit seiner Kalksteinschlucht kann zur Trockenzeit (April bis November) mit Booten und mit kleinen Ausflugsschiffen befahren werden.
Mehrere kürzere Wanderwege erschließen auf ca. 3 km einen Teil der Schluchtwände und des sandigen Uferbereichs.
Der Park ist nur tagsüber geöffnet und umfasst keine Campingfazilitäten.